# Monterrey Open 2020
Monterrey Open 2020 (також відомий під назвою Abierto GNP Seguros за назвою спонсора) — жіночий тенісний турнір, що проходив на відкритих кортах з твердим покриттям Club Sonoma в Монтерреї (Мексика). Це був 12-й за ліком Monterrey Open. Належав до серії International в рамках Туру WTA 2020. Тривав з 2 до 8 березня 2020 року.

## Призові очки і гроші

### Розподіл очок
| Дисципліна       | П   | Ф   | ПФ  | ЧФ | 1/8 | 1/16 | Q   | Q2  | Q1  |
| Одиночний розряд | 280 | 180 | 110 | 60 | 30  | 1    | 18  | 12  | 1   |
| Парний розряд    | 280 | 180 | 110 | 60 | 1   | Н/Д  | Н/Д | Н/Д | Н/Д |

### Розподіл призових грошей
| Дисципліна       | П       | Ф       | ПФ      | ЧФ     | 1/8    | 1/16   | Q2     | Q1     |
| Одиночний розряд | $43,000 | $21,400 | $11,600 | $6,275 | $3,600 | $2,300 | $1,685 | $1,100 |
| Парний розряд*   | $13,580 | $7,200  | $4,000  | $2,300 | $1,520 | Н/Д    | Н/Д    | Н/Д    |

*на пару

## Учасниці основної сітки в одиночному розряді

### Сіяні
| Країна          | Гравчиня          | Рейтинг1 | Сіяна |
| --------------- | ----------------- | -------- | ----- |
| Україна         | Еліна Світоліна   | 7        | 1     |
| Велика Британія | Джоанна Конта     | 15       | 2     |
| Казахстан       | Юлія Путінцева    | 32       | 3     |
| Польща          | Магда Лінетт      | 33       | 4     |
| США             | Слоун Стівенс     | 35       | 5     |
| Швеція          | Ребекка Петерсон  | 43       | 6     |
| Білорусь        | Вікторія Азаренко | 51       | 7     |
| КНР             | Ван Яфань         | 56       | 8     |
| Чехія           | Марія Бузкова     | 57       | 9     |
| США             | Лорен Девіс       | 60       | 10    |

- 1 Рейтинг подано станом на 24 лютого 2020.[2]

### Інші учасниці
Нижче наведено учасниць, які отримали вайлд-кард на участь в основній сітці: 
- Кім Клейстерс
- Emma Navarro
- Слоун Стівенс
- Вінус Вільямс

Учасниці, що потрапили в основну сітку, використавши захищений рейтинг:
- Катерина Бондаренко

Учасниці, що потрапили до основної сітки як особливий виняток:
- Лейла Енні Фернандес

Нижче наведено гравчинь, які пробились в основну сітку через стадію кваліфікації:
- Лара Арруабаррена
- Джулія Гатто-Монтіконе
- Ольга Говорцова
- Надя Подороска
- Анна Кароліна Шмідлова
- Стефані Фегеле

Такі тенісистки потрапили в основну сітку як Щасливі лузери:
- Каролін Доулгайд
- Варвара Флінк
- Крістіна Кучова
- Астра Шарма

### Знялись з турніру
До початку турніру
- Заріна Діяс → її замінила  Крістіна Кучова
- Фіона Ферро → її замінила  Аранча Рус
- Кірстен Фліпкенс → її замінила  Астра Шарма
- Магда Лінетт → її замінила  Каролін Доулгайд
- Чжен Сайсай → її замінила  Сара Соррібес Тормо
- Юлія Путінцева → її замінила  Варвара Флінк

Під час турніру
- Варвара Флінк

## Учасниці основної сітки в парному розряді

### Сіяні
| Країна    | Гравчиня              | Країна    | Гравчиня            | Рейтинг1 | Сіяна |
| --------- | --------------------- | --------- | ------------------- | -------- | ----- |
| Іспанія   | Георгіна Гарсія Перес | Іспанія   | Сара Соррібес Тормо | 115      | 1     |
| США       | Дезіре Кравчик        | Мексика   | Джуліана Ольмос     | 116      | 2     |
| Австралія | Еллен Перес           | Австралія | Сторм Сендерз       | 128      | 3     |
| Австралія | Монік Адамчак         | США       | Марія Санчес        | 149      | 4     |

- Рейтинг станом на 24 лютого 2020.

### Інші учасниці
Нижче наведено пари, які отримали вайлдкард на участь в основній сітці:
- Elisabetta Cocciaretto /  Рената Сарасуа
- Сара Еррані /  Даніела Сегель

### Знялись з турніру
Під час турніру
- Джоанна Конта

## Переможниці

### Одиночний розряд
- Еліна Світоліна —  Марія Бузкова, 7–5, 4–6, 6–4

### Парний розряд
- Катерина Бондаренко /  Шерон Фічмен —  Мію Като /  Ван Яфань, 4–6, 6–3, [10–7]